# 약수초등학교 북상분교
약수초등학교 북상분교는 대한민국 전라남도 장성군 북하면 신성리에 있었던 공립 초등학교이다.

## 연혁
- 1937.04.21 북상공립보통학교 인가
- 1938.04.01 북상공립심상소학교 개칭
- 1941.04.01 북상공립국민학교 개칭
- 1950.06.01 북상국민학교 개칭
- 1976.02.28 장성댐 건설로 북하면으로 편입
- 1991.03.01 약수국민학교 북상분교장 개편
- 1996.03.01 약수초등학교 북상분교장 개칭
- 2008.03.01 폐교